# Verlaine (Neufchâteau)
Pour les articles homonymes, voir Verlaine (homonymie).
Verlaine [vɛʁlɛn] (en wallon Verlinne) est un village de la ville belge de Neufchâteau (section de Tournay) situé en Région wallonne dans la province de Luxembourg.
Pendant l'Ancien Régime, Verlaine faisait partie avec Fineuse, Gérimont, Grandvoir et Semel du quartier de Tournay, un des six « quartiers » de la terre de Neufchâteau. Le village fusionna avec Tournay en 1823, qui à son tour fusionna avec Neufchâteau en 1977.